# Kernkraftwerk Tsuruga
Das Kernkraftwerk Tsuruga (jap. 敦賀発電所, Tsuruga hatsudensho) ist bei der Stadt Tsuruga in der Präfektur Fukui gelegen. Die Anlage unterscheidet sich technisch von allen anderen Anlagen in Japan, da es sich um das einzige Kernkraftwerk handelt, an dem ein Druck- und ein Siedewasserreaktor nebeneinander errichtet wurden. Auch das Design der einzelnen Reaktoren ist japanweit einmalig (siehe unten).

## Block 1
Block 1 war der erste Siedewasserreaktor, der in Japan ans Netz ging. Der Hersteller war General Electric. Seine Bauzeit von knapp 36 Monaten lag im seinerzeit üblichen Rahmen. Der Reaktor wurde durch Meerwasser gekühlt. Im Gegensatz zu sämtlichen anderen Siedewasserreaktoren Japans ist das Reaktorgebäude von Tsuruga 1 nicht rechteckig, sondern zylinderförmig.
Am 27. April 2015 wurde die offizielle Stilllegung von Block 1 durchgeführt. Der Block war seit 2011 vom Netz und ist seit der Stilllegung von Tokai 1 im Jahr 1998 der älteste aktive AKW-Block Japans gewesen.

## Block 2
Block 2 hat einen von Mitsubishi Heavy Industries hergestellten Druckwasserreaktor, der 1986 in Betrieb ging. Auch dieser Reaktor wird durch Meerwasser gekühlt. Das prismaförmige, achteckige Design des Reaktorgebäudes ist weltweit einmalig und hebt sich deutlich von den zylinderförmigen Druckwasserreaktoren in Japan ab.
Der Reaktor steht seit Mai 2011 still. Der Betreiber hat im November 2015 ein Wiederanfahren beantragt. Ob die Anlage jemals wieder ans Netz geht, ist indes fraglich: Die japanische Atomaufsicht geht von einer aktiven Erdspalte unter dem Reaktor aus. Gemäß den nach 2011 in Kraft getretenen Bestimmungen zur Reaktorsicherheit wäre demnach ein Betriebsverbot zu erteilen. Der Betreiber widerspricht dem seismischen Befund.

## Blöcke 3 und 4 (verworfen)
Die Blöcke 3 und 4 waren – mit jeweils 1538 MW Leistung – geplant; sie waren deklariert als Prototypen für den weiterentwickelten Druckwasserreaktor.
Im März 2014 waren die Blöcke 3 und 4 nicht mehr im 'Power Reactor Information System' der IAEA gelistet.

## Zwischenfälle
Am 1. Oktober 1974 gelangten 13 Tonnen radioaktives Wasser bei einer Leckage ins Meer. 37 Arbeiter wurden leicht verstrahlt.
Am 8. März 1981 gelangten mehr als 15 Tonnen radioaktives Wasser in die Bucht von Urazoko. Durch einen Defekt war das Wasser ausgelaufen und durch einen Riss im Boden nach außen gelangt. Erst nach drei Stunden wurde das Leck bemerkt. 56 Arbeiter wurden dabei bestrahlt. Zusätzliche Brisanz erhielt der Vorfall dadurch, dass die zuständigen Behörden erst 40 Tage nach dem Unfall informiert worden waren.
Dabei stellte sich heraus, dass es schon vorher zu erheblichen Problemen bei Reparaturarbeiten gekommen war:
- Am 10. Januar 1981 wurden 19 Personen einer Strahlung von bis 0,55 mSv pro Tag ausgesetzt.
- Während 3-tägiger Reparaturarbeiten um den 19. Januar 1981 wurden 45 Personen einer Strahlung von bis 0,92 mSv pro Tag ausgesetzt.
- Während 6-tägiger Reparaturarbeiten um den 24. Januar 1981 wurden 76 Personen einer Strahlung von bis 1,55 mSv pro Tag ausgesetzt.
- Während 16 Tagen ab dem 8. März 1981 wurden 138 Personen einer Strahlung von bis 1,55 mSv pro Tag ausgesetzt. (Zulässig war laut Firma max. 1 mSv pro Tag.)

Auch das Leck vom 1. Oktober 1974 wurde erst bei der Untersuchung bekannt.
Das Kraftwerk wurde daraufhin für 6 Monate geschlossen.
Am 12. Juni 1999 flossen etwa 90 Tonnen Wasser aus dem Primärkreislauf von Tsuruga 2; Ursache war ein Riss durch Materialermüdung.
Am 2. Mai 2011 wurde bekannt, dass im Primärkreislauf von Reaktor 2 Substanzen entdeckt wurden, die auf einen Defekt an Brennstäben hindeuteten. Eine Woche später teilte das Betreiberunternehmen mit, das Leck sei gefunden und geschlossen worden.
Am 10. Dezember 2012 wurde bekannt, dass die Anlage auf einer aktiven Erdspalte steht; wahrscheinlich werde deshalb die Betriebserlaubnis entzogen und ein Rückbau angeordnet.
Am 22. Mai 2013 bestätigte die japanische Atomaufsichtsbehörde, dass das Atomkraftwerk auf einer aktiven Erdspalte steht.
Am 17. März 2015 meldete World Nuclear News, dass Block 1 nicht wieder angefahren werden wird. Als offizielles Abschaltedatum wurde gegenüber der IAEA der 27. April 2015 angegeben. 
Im November 2015 beantragte der Betreiber eine Sicherheitsprüfung für Block 2; Stand November 2018 ist der Antrag nicht genehmigt.

## Daten der Reaktorblöcke
Das Kernkraftwerk Tsuruga hat zwei abgeschaltete Blöcke, zwei weitere waren zeitweise geplant:
| Reaktorblock | Reaktortyp         | Netto- leistung | Brutto- leistung | Baubeginn  | Netzsyn- chronisation | Kommer- zieller Betrieb | Abschal- tung                     |
| ------------ | ------------------ | --------------- | ---------------- | ---------- | --------------------- | ----------------------- | --------------------------------- |
| Tsuruga-1    | Siedewasserreaktor | 340 MW          | 357 MW           | 24.11.1966 | 16.11.1969            | 14.03.1970              | 27.04.2015                        |
| Tsuruga-2    | Druckwasserreaktor | 1110 MW         | 1160 MW          | 06.11.1982 | 19.06.1986            | 17.02.1987              | seit 5/2011 im Langzeitstillstand |